# Ombyte förnöjer
Pour plus de détails, voir Fiche technique et Distribution.
Ombyte förnöjer est un film suédois réalisé par Gustaf Molander, sorti en 1939.

## Fiche technique
- Titre : Ombyte förnöjer
- Réalisation : Gustaf Molander
- Scénario : Gösta Stevens d'après la pièce de Leo Lenz et Robert Arthur Schönherr
- Photographie : Elner Åkesson
- Musique : Gunnar Johansson et Jules Sylvain
- Pays d'origine : Suède
- Format : Noir et blanc
- Genre : comédie
- Durée : 79 minutes
- Date de sortie : 1939

## Distribution
- Tutta Rolf : Mme Vera Ivanow
- Per Aabel (en) : Gregor Ivanow
- Elsa Burnett (en) : Monica Falk
- Ernst Eklund : Oncle Ludvig
- Anna-Lisa Baude (en) : Maria
- Carl-Gunnar Wingård (en) : le portier